# افوس
افوس شهری در بخش مرکزی شهرستان بوئین و میاندشت در استان اصفهان است. بر پایه سرشماری مرکز آمار ایران در سال ۱۳۹۵، جمعیت آن ۳،۶۹۶ نفر (۱،۲۵۸ خانوار) بوده‌است.
این شهر تا قبل از سال ۱۳۷۵ با عنوان روستای افوس، مرکز دهستان گرجی بوده و از تاریخ ۱۳ خرداد ۱۳۷۵ تبدیل به شهر شده‌است.
آب و هوای افوس معتدل کوهستانی بوده، دمای آن در فصل زمستان کم و بارش برف زیاد است. در فصل تابستان نیز هوای ملایم و مطبوعی دارد. تنوع آب و هوا و جنس خاک سبب رویش گیاهان علفی و بوته‌ای خودرو در افوس می‌گردد وجود این گیاهان سبب می‌شود که در فصل گرم، دشت‌های آن سرسبز باشد.

## تاریخچه
بنیادگذاران افوس، از اسرای گرجی‌تبار زمان شاه عباس اول هستند که توسط خود او از گرجستان به ایران تبعید شدند و به دستور او عده‌ای از جنگاوران آن‌ها جهت حفظ منطقهٔ فریدن و همچنین پایتخت (اصفهان) از حملات اقوام لر در فریدن ساکن شدند.

### ورود گرجی‌ها به ایران
از سال ۱۰۱۳ تا ۱۰۳۴ هجری قمری، شاه عباس و سردارانش ۱۰ مرتبه به گرجستان حمله کرده و (طبق منابع فارسی) طی این حملات ۹۰٬۰۵۰ یا ۱۰۰٬۰۵۰ گرجی را قتل‌عام کرده و ۱۸۱٬۵۰۰ گرجی را به اسارت گرفته و به ایران تبعید کردند؛ که ۷۰٬۰۰۰ یا ۸۰٬۰۰۰ تَن از کشته‌ها و ۱۳۰٬۰۰۰ تَن از اسرای تبعید شده به ایران مربوط به حملهٔ شاه عباس به گرجستان در سال ۱۰۲۵ هجری/۱۶۱۶ میلادی است.
پس از تبعید این تعداد اسیر گرجی به ایران، شاه عباس دستور داد که آن‌ها را به ولایتی که در آن آب و هوا و شرایط زندگی با وطن اصلی ایشان شبیه باشد انتقال دهند. به همین خاطر در ابتدای ورود گرجی‌ها به ایران، آن‌ها را در «مازندران» که گمان می‌رفت از لحاظ آب و هوایی همانند گرجستان است، سکونت دادند ولی با نامساعد بودن آب و هوا اکثر آنان به شهرستان‌های داخلی ایران روانه شدند. از این تعداد اسیر گرجی، نیمی از آن‌ها به «اصفهان» و «شیراز» وارد شدند.

### گرجی‌ها در استان اصفهان
گرجیانی که به اصفهان مهاجرت کردند، ابتدا در زمان شاه عباس در «عباس‌آباد» اصفهان و پس از مدتی با تأسیس «نجف آباد» توسط «شیخ بهایی» در نجف آباد زندگی کردند. که به دستور شاه عباس عده‌ای از آنان که دارای خصال ستیزه‌جویی و جنگاوری بودند، جهت حفظ منطقهٔ فریدن و همچنین پایتخت (اصفهان) از حملات و غارتگری‌های اقوام لر و کرد همچنین به دلیل آب و هوای مساعد و مزارع و شکارگاه‌های مناسب به فریدن مهاجرت کردند.

#### گرجی‌ها در فریدن
تمام گرجیانی که به فریدن رسیدند، ابتدا در فریدن، شهر افوس را بنیاد گذاردند و سپس عده‌ای از آن‌ها شهرهای «فریدون‌شهر (سُپِلی)» و «میاندشت (تُرِلی)» را بنیان نهادند.
و همچنین عده‌ای دیگر از شهر افوس جهت حفظ دین مسیحیت در «داشکسن» -که یک روستای ارمنی‌نشین متعصب به دین مسیحیت بود- سکنی گزیدند، و نیز عده‌ای به دلایل نامعلوم آبادی‌های «آغچه» و «بوئین» را بنا کردند.
پس از حملهٔ کریم خان زند به گرجی‌های فریدون‌شهر، بخشی از ساکنان آن به روستاهای «سیبک»، «چقیورت» و «نهضت‌آباد» مهاجرت کردند.
جمعیت گرجی‌های فریدن حدود ۱۰۰٬۰۰۰ تن است.

## مردم
بیشتر مردم افوس، نوادگان گرجی‌هایی هستند که توسط شاه عباس اول از گرجستان به ایران تبعید شدند.

### زبان
مردم افوس، به تدریج و طی حدود ۱۰ نسل، زبان گرجی را منسوخ کرده و فارسی‌زبان شده‌اند، بر خلاف دیگر گرجی‌های فریدن یعنی مردم فریدون‌شهر، میاندشت، سیبک، آغچه و … که هنوز هم زبان گرجی می‌دانند و با همتباران خود به زبان گرجی صحبت می‌کنند و زبان گرجی را به فرزندانشان نیز می‌آموزند.

### آداب و رسوم
از معروف‌ترین آداب و رسوم مردم افوس، می‌توان به «مانگالی» و «جشن حکومت زن» اشاره کرد.

#### مانگالی
از آنجایی که هنگام کریسمس در گرجستان، و نوروز در فریدن، برف روی زمین است، با ورود اولین میهمان برای تبریک سال نو به هر خانه، ردپایی از او بر روی برف‌ها می‌ماند، که در زبان گرجی "მეკვლე" (مِکْوْلِ) نامیده می‌شود. "مِکْوْلِ" که در فریدون‌شهر به "مِنْکْلِ" و در افوس به "مانْگالی" تبدیل شده‌است، نام اولین میهمان عید هر خانه بوده و به باور عموم، آرمغان آورندهٔ خوش‌یمنی برای اهل آن خانه است. به همین خاطر، اگر آن خانواده، اعتقاد به خوش‌یمنی او داشته باشند، آن فرد هر سال مانگالی آن خانواده می‌شود و خانوادهٔ دیگری نمی‌تواند او را برای اولین روز سال نو دعوت کند.
در گرجستان، به مانگالی، پول کاغذی و مسکرات هدیه می‌دهند و با شیرینی از او پذیرایی می‌کنند و در فریدن، خوردن صبحانه با مانگالی، و هدیه‌ای که قبل از ورود او به خانه می‌دهند، جزو رسومات است.

#### جشن حکومت زن
هر ساله مصادف با زمان برداشت محصول، در حدود ۸۰ روز بعد از فروردین، جشنی در افوس برگزار می‌شود که به جشن حکومت زن، یا جشن محصول معروف است و آداب و رسوم، قوانین و مقررات خاص خود را دارد.

## طبیعت
دشت لاله‌های واژگون افوس و ارتفاعات پربرف از طبیعت زیبای شهر افوس است.

## تصاویر

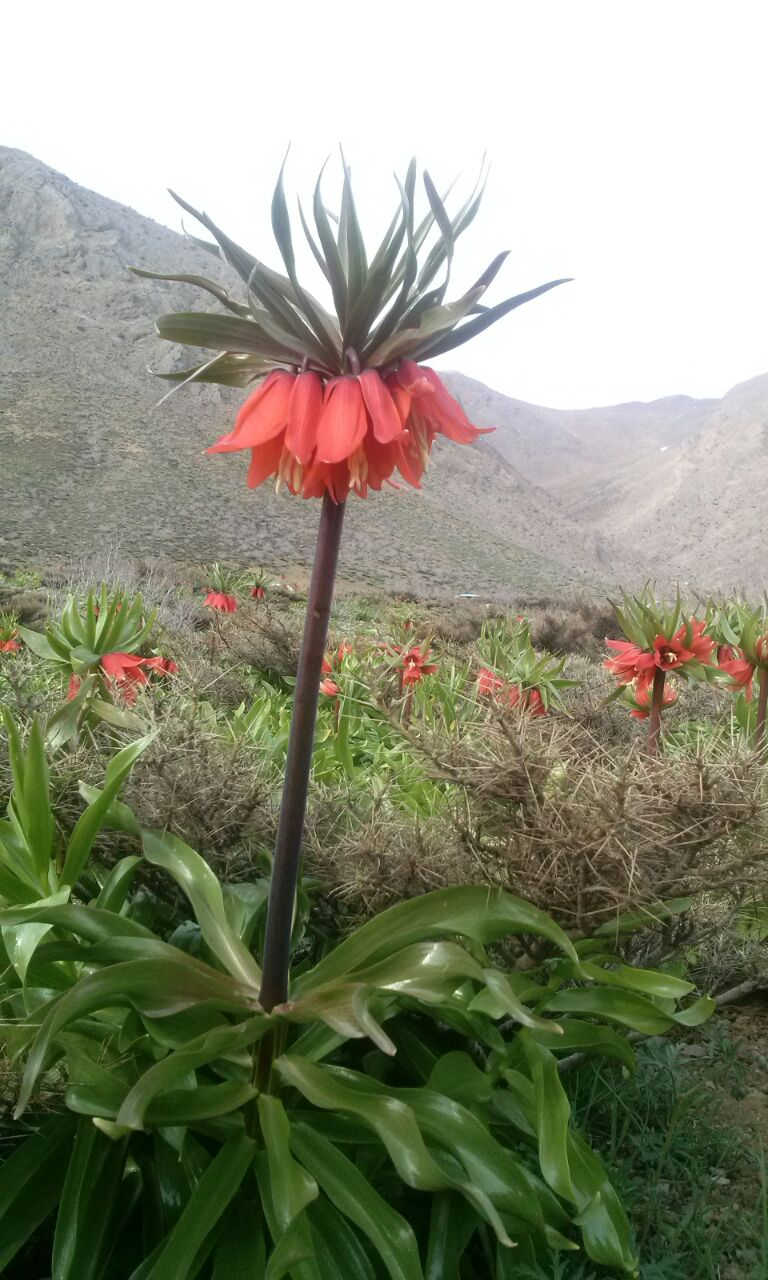
دشت لاله واژگون افوس
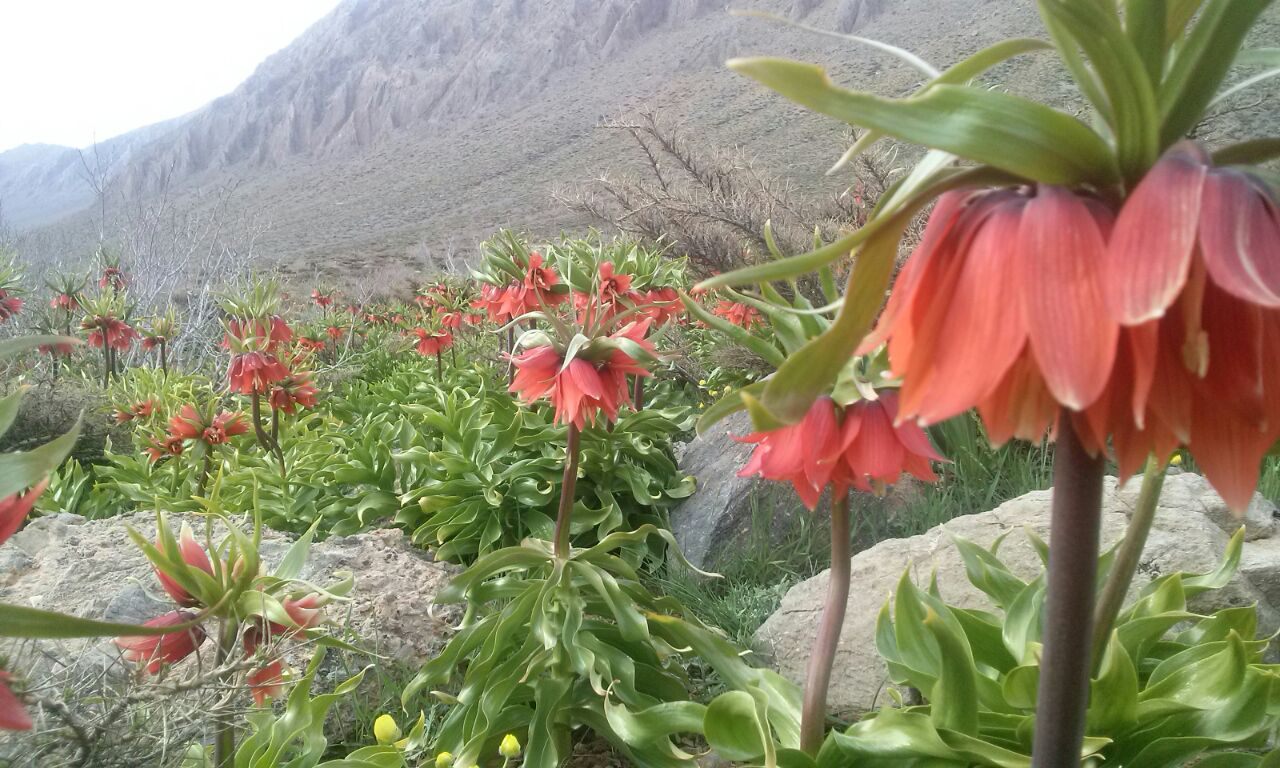
دشت لاله واژگون افوس
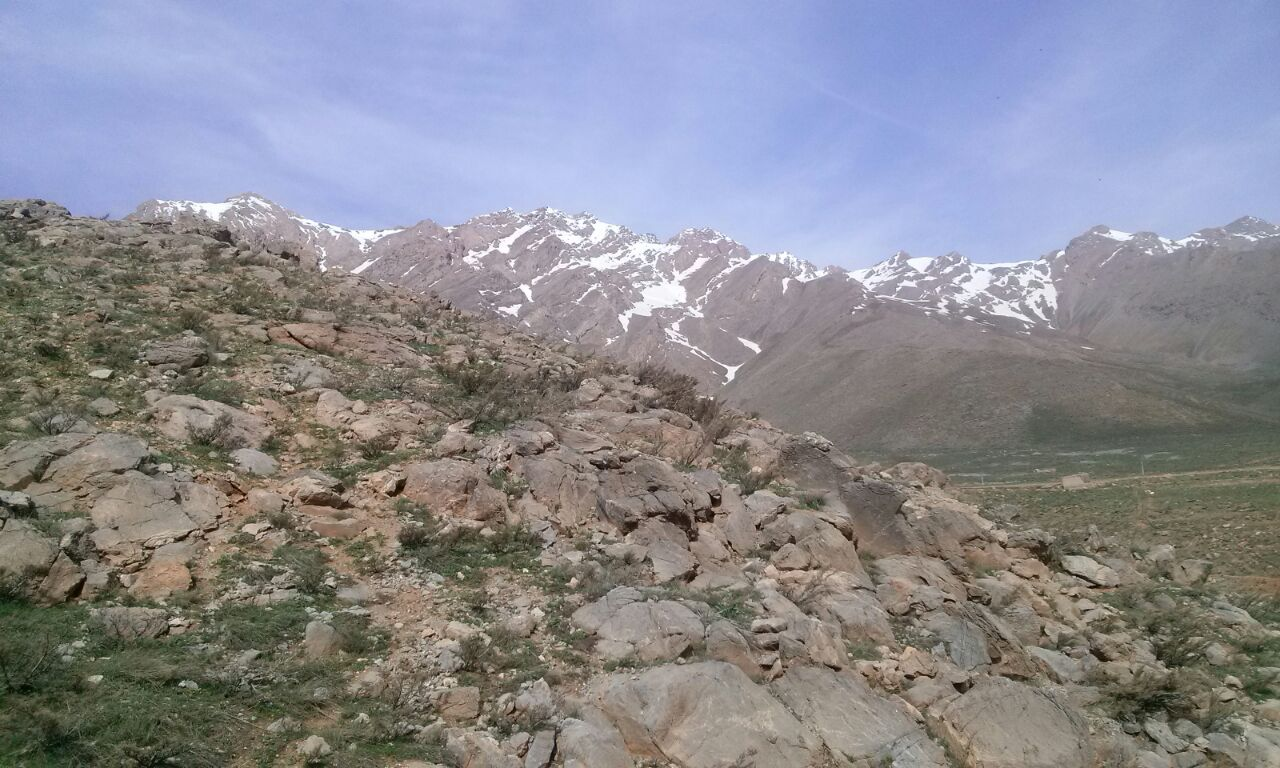
کوه‌های افوس
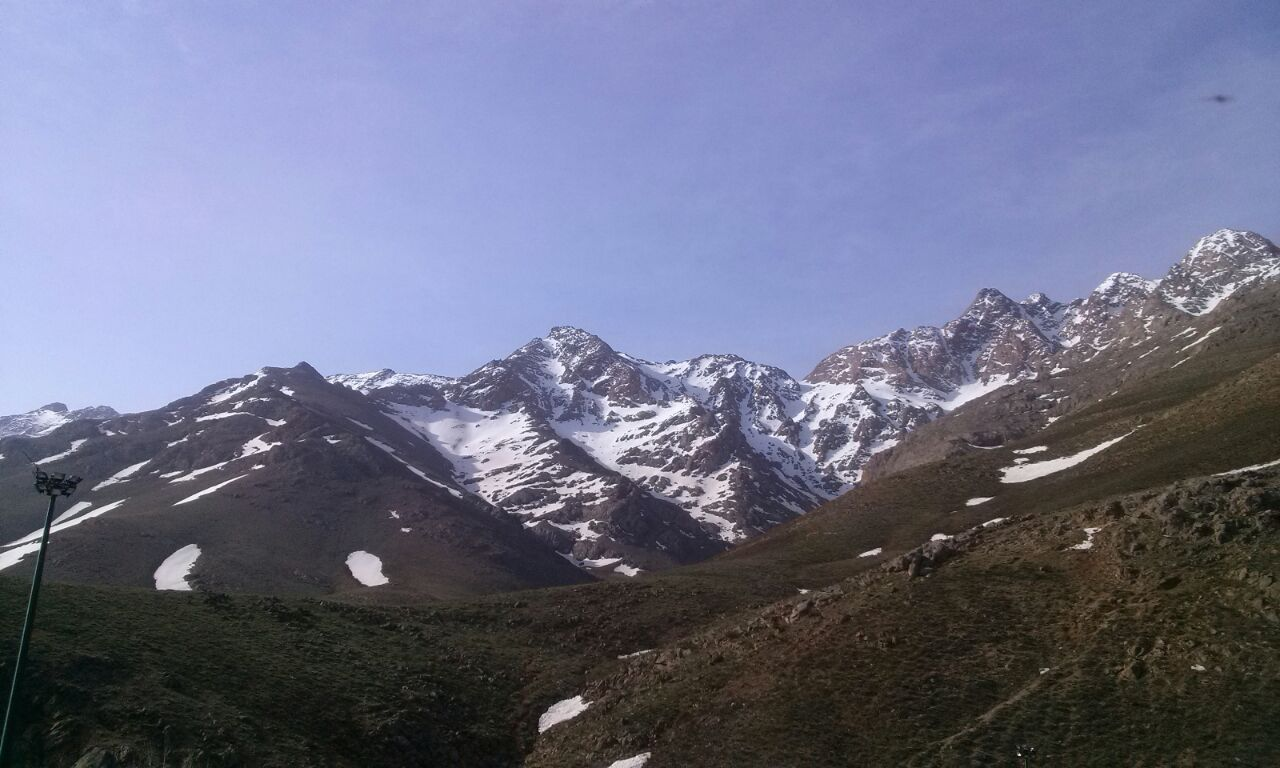
کوه‌های افوس
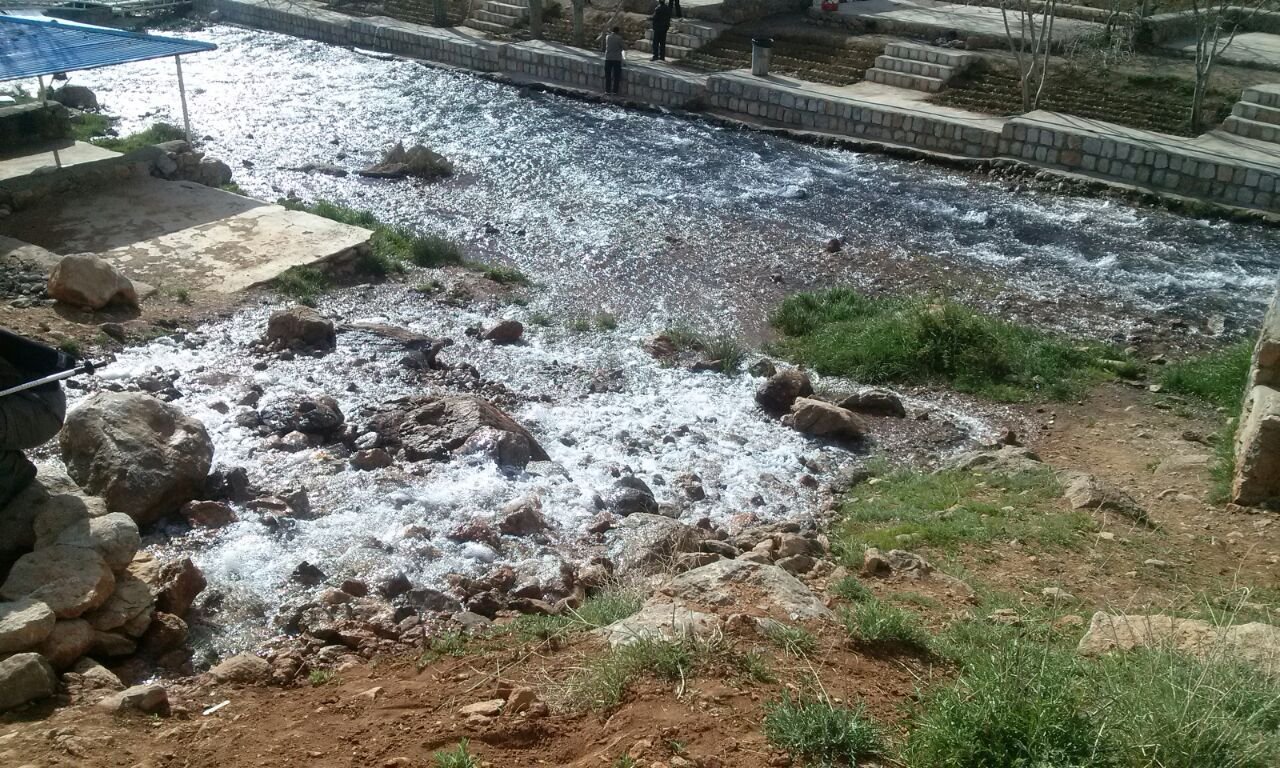
چشمه و رودخانه افوس
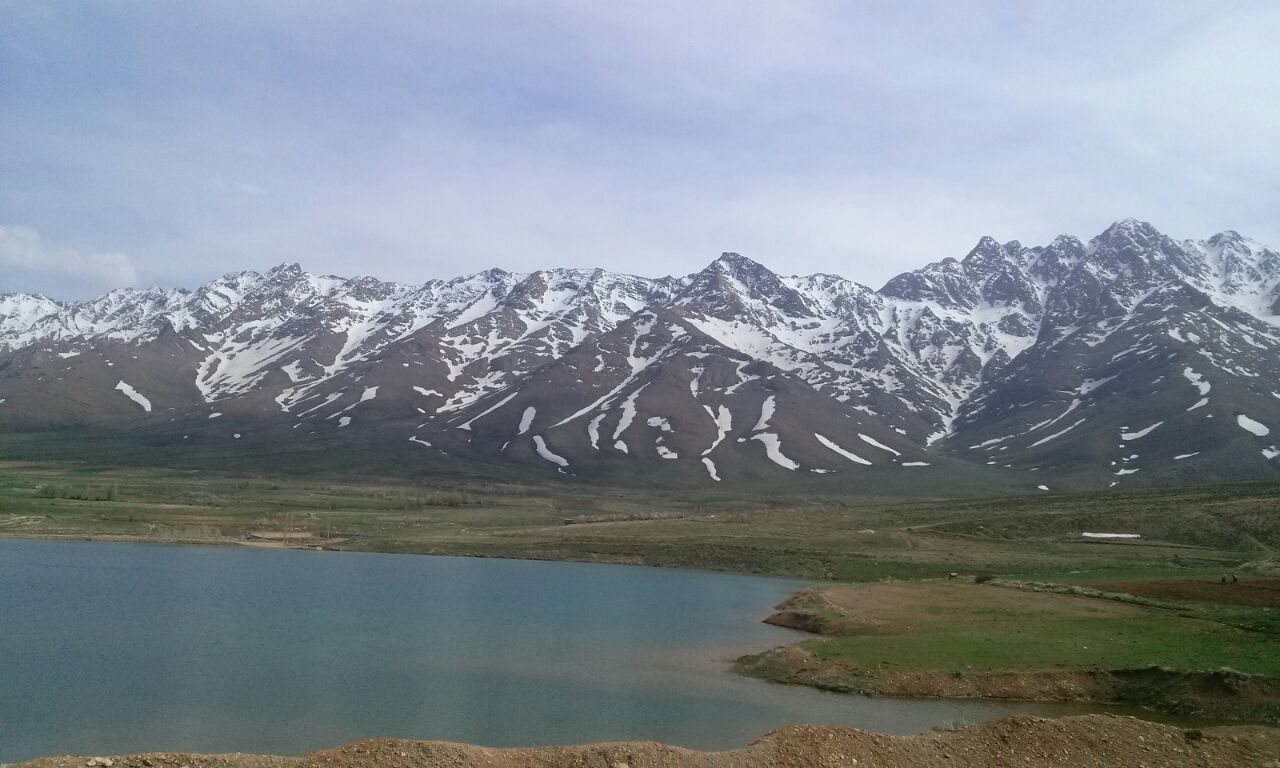
سد افوس